# Vetenskapsåret 1933

## Händelser

### Astronomi
- Okänt datum - Walter Baade och Fritz Zwicky upptäcker neutronstjärnan.

### Fysik
- Okänt datum - Patrick Blackett observerar bildande av elektron/positron-par.

### Geologi
- 10 mars - Första seismiska mätningen av "strong ground motions" med accelerograf vid en jordbävning vid Long Beach, Kalifornien.

### Sexologi
- 6 maj - världens första forskningscentrum kring sexualitet, Institut für Sexualwissenschaft plundras och ödeläggs av nationalsocialister. Det unika biblioteket med 10 000 sällsynta titlar bränns fyra dagar senare tillsammans med forskningsarkivet under det omfattande bokbålet på Opernplatz i Berlin.

## Pristagare
- Bigsbymedaljen: Edward James Wayland [1]
- Copleymedaljen: Theobald Smith
- Ingenjörsvetenskapsakademien utdelar Stora guldmedaljen till Axel Lindblad
- Nobelpriset: [2]
  - Fysik: Erwin Schrödinger, Paul Dirac
  - Kemi: Inget pris utdelades
  - Fysiologi/Medicin: Thomas H. Morgan
- Penrosemedaljen: Waldemar Lindgren
- Wollastonmedaljen: Marcellin Boule [3]

## Födda
- 6 januari - Oleg Makarov (död 2003), kosmonaut.
- 10 september - Yevgeny Khrunov (död 2000), kosmonaut.

## Avlidna
- 25 september - Paul Ehrenfest (född 1880), österrikisk fysiker och matematiker.

### Fotnoter
1. ↑  ”Geological Society”. Arkiverad från originalet den 5 juni 2011. https://web.archive.org/web/20110605101836/http://www.geolsoc.org.uk/gsl/society/history/page753.html. Läst 13 april 2011.
2. ↑  ”Nobelpriset”. http://nobelprize.org/nobel_prizes/lists/all/index.html. Läst 10 april 2011.
3. ↑  ”Geological Society”. Arkiverad från originalet den 5 juni 2011. https://web.archive.org/web/20110605102217/http://www.geolsoc.org.uk/gsl/society/history/page750.html. Läst 14 april 2011.